# Leucadendron coniferum
Espèce

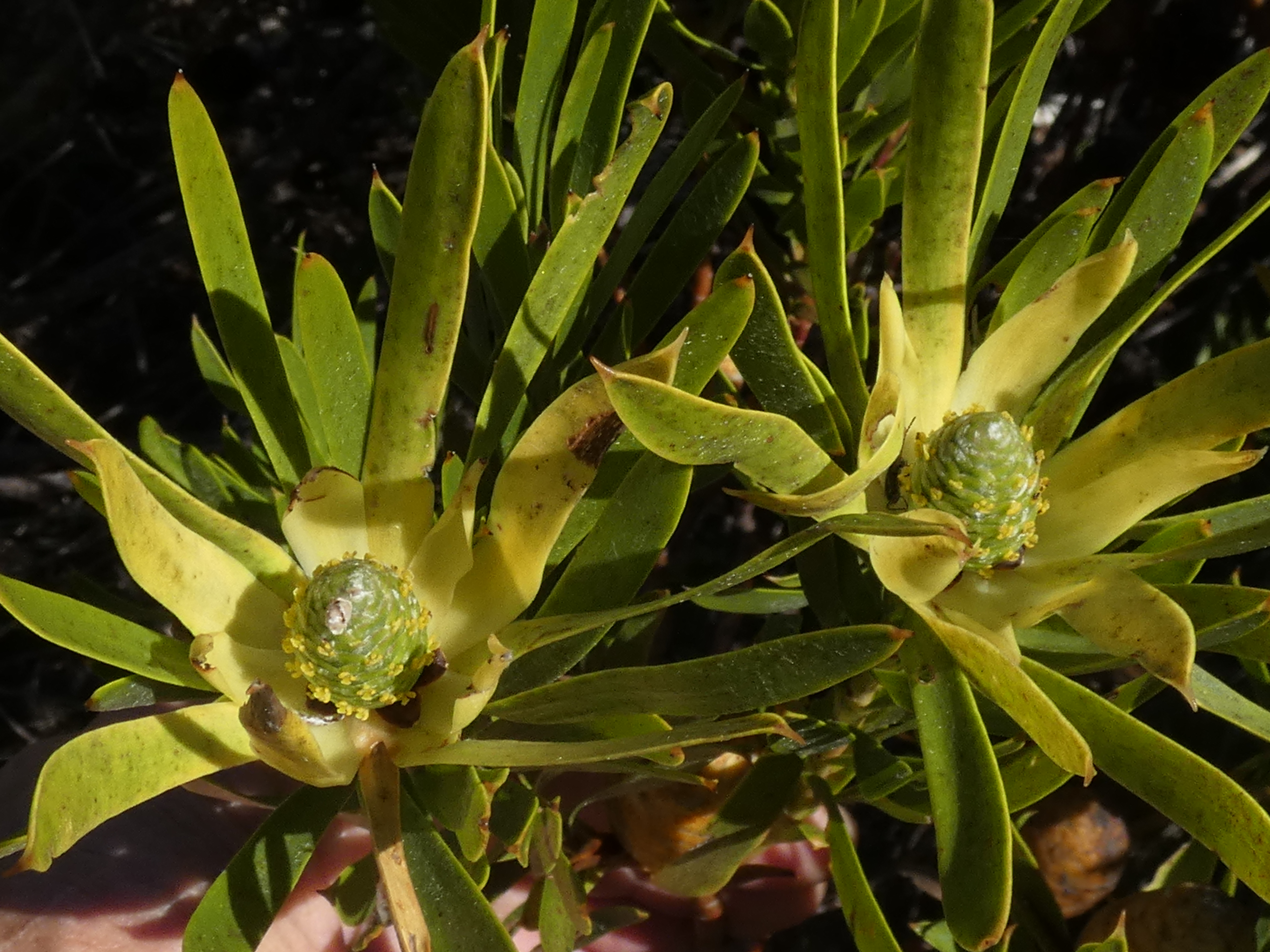
Fleur femelle

Leucadendron coniferum est une espèce de plantes à fleurs de la famille des Proteaceae.
C'est un arbuste à feuilles persistantes, dioïque. Il pousse sur des sols sablonneux près de la côte de la province du Western Cape en Afrique du Sud.

## Description
Leucadendron coniferum est un arbuste ou un petit arbre à feuilles persistantes, dioïque pouvant atteindre 4 m de haut, qui se développe à partir d'une seule tige principale près du sol. 
Les branches sont légèrement cannelées dans le sens de la longueur et peuvent initialement avoir des poils rouillés pressés contre leur surface, alors que plus tard il ne reste que quelques poils poudreux. Les feuilles sont de consistance cartilagineuse, glabres ou avec quelques poils doux, linéaires en forme de lance inversée, 3,2-6,4 cm de long et 3-5 mm de large, se terminant à l'extrémité par un prolongement assez long et pointu de la nervure centrale, la surface est glabre ou légèrement poilue.
Les capitules mâles sont entourés d'un involucre de quelques feuilles jaunes qui deviennent progressivement plus courtes et élargies à la base, plus près du capitule. 
Le capitule mâle est conique, ovoïde ou presque sphérique et mesure environ 1¼ cm de diamètre. 
La bractée qui sous-tend la fleur mâle individuelle est longue d'environ 1,5 mm, oblongue, avec un bout presque pointu, couverte de longs poils doux et sinueux et d'une rangée régulière de poils droits le long de la moitié supérieure de la marge. 
La partie inférieure du périanthe de la fleur mâle qui reste fusionnée lors de l'ouverture appelée tube est d'environ 2 mm de long, légèrement comprimée, avec des poils longs, doux et droits. La partie centrale qui consiste en quatre segments libres lorsque la fleur s'ouvre (appelée griffes) est longue d'environ 2,5 mm, en forme de pique linéaire et couverte de poils longs, doux et droits. 
La partie supérieure est constituée de quatre segments (appelés limbes) d'environ 1 mm de long, oblongs avec une pointe émoussée et couverts de poils longs, doux et droits.
Les anthères oblongues sont directement fusionnées avec les membres du périanthe et mesurent environ ²⁄₃ mm de long. 
Le style rudimentaire de la fleur mâle est long d'environ 3 mm, en forme de cylindre, quelque peu aplati en dessous, se rétrécissant au-dessus et légèrement poilu. Il est surmonté d'un stigmate en forme de sabot émoussé de ²⁄₃ mm de long. 
À la base du style se trouvent quatre écailles en forme de ligne d'environ 1 mm de long. 
Les capitules femelles ont un diamètre d'environ 14 mm,.

## Taxonomie
Leucadendron coniferum a été décrit pour la première fois par Carl Linnaeus en 1762, qui l'a nommé Protea conifera. En 1821, Johan Link a décrit un autre spécimen et l'a appelé Leucadendron inflexum. En 1856, Carl Meissner, a réassigné l'espèce de Linné au genre Leucadendron, créant la nouvelle combinaison L. coniferum. En 1943, Salter a décrit le Leucadendron sabulosum,. Ces noms sont maintenant considérés comme synonyme.
Le nom d'espèce conifera est composé des mots latins conus (cône) et ferre (porter), signifiant « celui qui porte des cônes ». Il est appelé « dune conebush » ou « dune yellowbush »«  » en anglais et « duingeelbos » en Afrikaans.

## Répartition, habitat et écologie

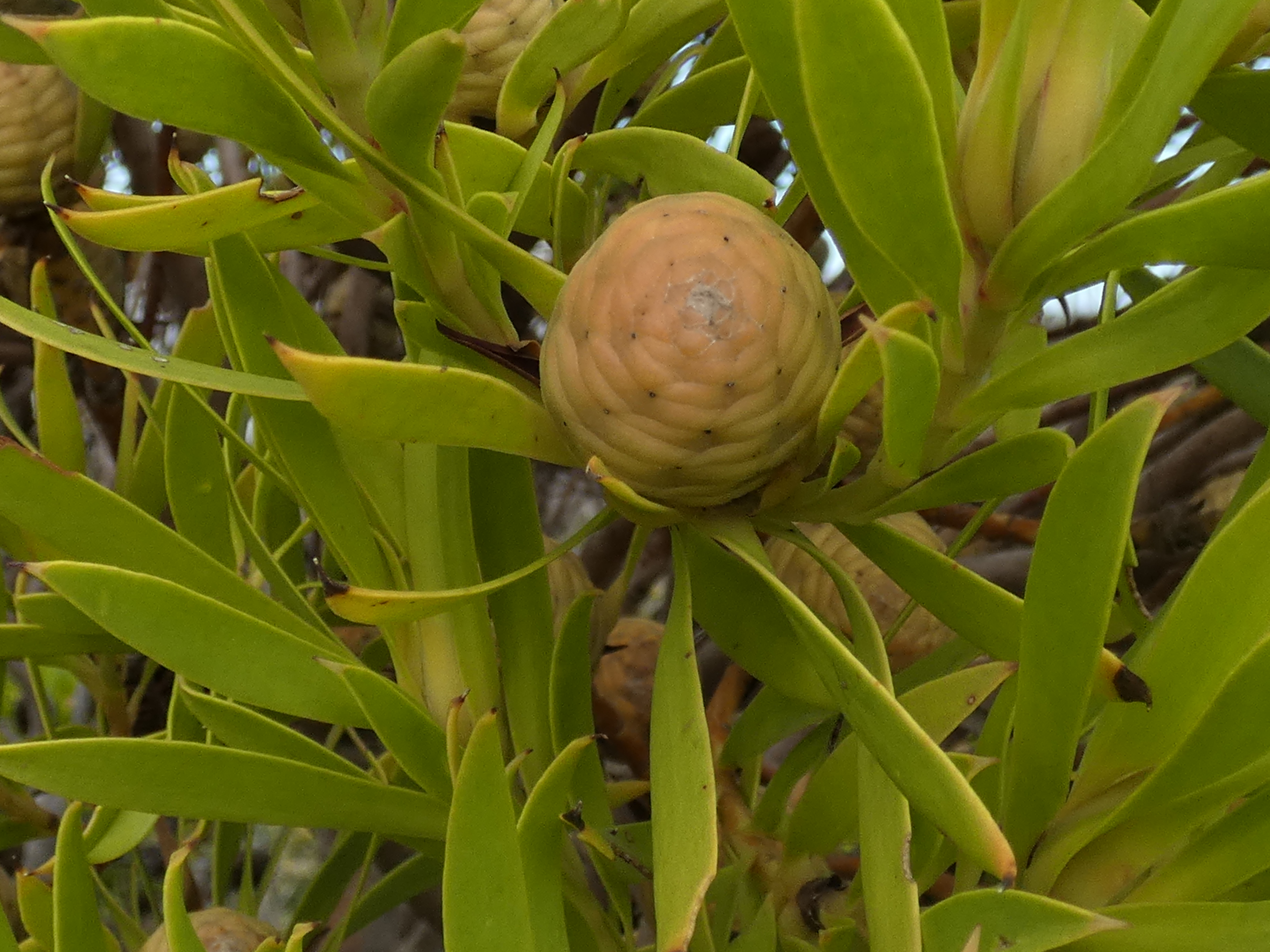
cône femelle adulte

Leucadendron coniferum se trouve dans la péninsule du Cap à l'ouest, dans les régions côtières du Kogelberg, du Kleinmond et du Groenland, jusqu'aux montagnes de la rivière Klein à l'est, près d'Hermanus, où il pousse en peuplements denses sur des sables soufflés par le vent, entre le niveau de la mer et une altitude d'environ 300 m. Cette espèce est pollinisée par de petits coléoptères. Les graines restent jusqu'à plusieurs années dans les cônes ligneux des plantes femelles, jusqu'à ce qu'elles soient libérées après un incendie. Les graines ailées sont transportées par le vent. Les plantes adultes ne survivent pas aux incendies qui se produisent tous les dix ans environ dans le fynbos de sable et le strandveld où il vit. La germination commence rapidement après la libération des graines et il a été démontré que la fumée favorise la germination des graines,. L'espèce, qui pousse naturellement dans des environnements acides et pauvres en nutriments, est relativement sensible à des niveaux élevés de phosphate.

## Conservation
Leucadendron coniferum est considéré comme une espèce vulnérable car, au cours des 60 dernières années, environ 30 % de son habitat a été perdu à cause de la concurrence des espèces exotiques envahissantes, de l'agriculture et du développement urbain et côtier. Les modèles d'utilisation des terres et du climat prévoient que la population restante aura encore diminué de 50 % vers 2025.

## Utilisations
Les cônes avec leurs bractées papyracées, qui ressemblent à des cônes d'épicéa et sont connus sous le nom de « cônes de sabulosum », sont parfois ramassés et utilisés dans les pots-pourris.

## Systématique
Le nom correct complet (avec auteur) de ce taxon est Leucadendron coniferum (Thunb.) Meisn..
L'espèce a été initialement classée dans le genre Protea sous le basionyme Protea conifera L..
Leucadendron coniferum a pour synonymes :
- Leucadendron acutum Meisn.
- Leucadendron sabulosum T.M.Salter
- Leucadendron virgatum (Thunb.) R.Br.
- Protea acuta (Meisn.) Kuntze
- Protea conifera Thunb.
- Protea pallens Willd.
- Protea pallens Willd. ex Meisn.
- Protea virgata Poir.
- Protea virgata Thunb.

### Étymologie
Le nom de genre Leucadendron vient du grec leukos « brillant, blanc » et dendron « arbre ». Son épithète spécifique coniferum du latin conifer « qui portee des fruits en cônes » avec conus « cône » et fero « porter »,